# 叢鏡月
叢鏡月（1891年—1966年），男，山东文登人，中華民國政治人物。

## 生平
叢鏡月於1891年出生於文登縣東于疃村。 1928年逮捕宋澄。 1931年任葛家聯庄會會長，1933年七月，带队欲逮捕于得水。先後曾任文登縣保安大隊的大隊長，並被推舉為聯莊會會長。從1937年始，叢鏡月在文登縣主持反共活動。1937年12月31日，叢鏡月率文登縣保安大隊於西嶺上村捉捕共產黨人，當即斃共產黨游擊隊員3人，活捉29人。1938年2月，叢鏡月與山东人民抗日救国军第三军結盟，成立“聯合抗日總隊司令部”，3月12日於日軍手中攻下威海，擴大了其在膠東半島東部地區的影響力。後兼任文登縣縣長。從1939年開始，叢鏡月率部加入由赵保原主導的抗八聯軍，在文登縣積極反共。1940年在日軍掃蕩後失去職務和勢力，投奔丁綍庭部。後回到文登縣招攬部隊，繼續從事反共活動。1940年4月率抗八聯軍包圍在八路軍在文登縣林村設立的兵工廠，擊斃八路軍士兵、幹部30餘人，活捉60餘人。1941年1月，在八路軍對抗八聯軍的軍事活動中失利，逃往牟平縣。1942年7月至青島，任國民黨山東省政府參議。 1949年，隨舊日部署匡玉洲，於舟山渡海至臺灣定居。 1966年8月1日，病歿於臺灣省臺北縣永和市。